# Gedeb Asasa
Pour les articles homonymes, voir Gedeb.
Gedeb Asasa ou Gedeb est un woreda du centre-sud de l'Éthiopie, situé dans la zone Mirab Arsi de la région Oromia. Il a 186 907 habitants en 2007. Son chef-lieu est Asasa.

## Situation
Situé dans la zone Mirab Arsi, le woreda est limitrophe de la zone Arsi, dans la région Oromia.
| Kore   |             | Limuna Bilbilo |
|        | Gedeb Asasa |                |
| Kofele | Dodola      | Adaba          |

Asasa est dans le sud du woreda, à une vingtaine de kilomètres de Dodola où passe la route Shashamané-Robe.
Le woreda appartient au bassin versant du Chébéli[réf. souhaitée].

## Histoire
Gedeb fait partie au XXe siècle de l'awraja Chilalo de la province de l'Arsi.
À la réorganisation du pays en régions, le woreda Gedeb se rattache à la zone Arsi de la région Oromia.
Il rejoint la zone Mirab Arsi probablement en 2007.

## Population
D'après le recensement national réalisé en 2007 par l'Agence centrale de la statistique d'Éthiopie, le woreda compte 186 907 habitants et 11 % de sa population est urbaine.
La majorité des habitants (81 %) sont musulmans, 18 % sont orthodoxes et 1 % sont protestants.
Avec 20 667 habitants, Asasa est la seule agglomération du woreda.
En 2022, la population du woreda est estimée à 275 293 personnes avec une densité de population de 240 personnes par km2 et 1 148 km2 de superficie.